# 方若 (奥德省)
方若（法語：Fanjeaux，法語發音：[fɑ̃ʒo] ⓘ），法国南部市镇，位于奥克西塔尼大区奥德省，隶属于卡尔卡松区，其市镇面积为25.49平方公里，2022年1月1日时人口数量为886人，在法国城市中排名第11,169位。
方若位于奥德省西部，加龙河与奥德河的分水岭地带，历史上因道明会会祖圣道明曾居住于此而闻名，同时也因当地的大量阿尔比派居民而被称为“清洁派之都”，现为一个区域性的中心市镇，多条公路在此交汇。

## 地名来源
“Fanjeaux”一名可能来自拉丁语“Fanum Jovis”，其中“Fanum”为高卢文化中的一种神庙。
方若所处区域历史上曾通行奥克语，“Fanjeaux”在当地的法语-奥克语入城路牌中被标记为“Fanjaus”。

## 历史

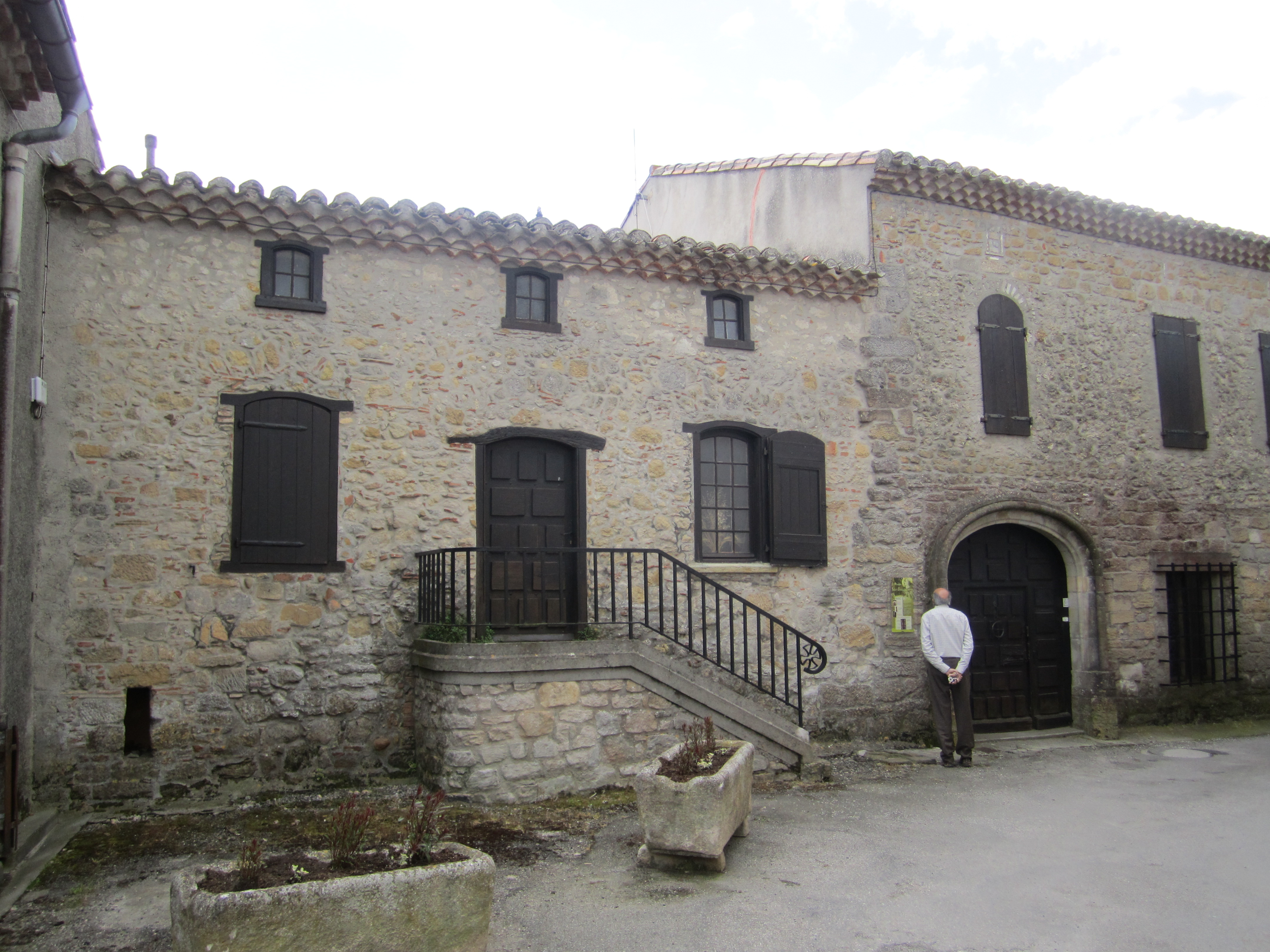
道明会会堂旧址

根据当地官方网站的论述，方若早在高卢-罗马时期就已成为一处奥皮杜姆，鼎盛时期当地居民数量超过3,000。中世纪时，方若曾聚集了大量贵族家庭，道明会会祖圣道明曾于1206至1215年间居住于此。公元12世纪初，方若成为阿尔比派的一处大本营。1355年，黑太子爱荷华率兵占领并烧毁了方若。15世纪时，方若一度因种植靛蓝而兴盛。法国大革命期间，方若道明会被解散，此后方若成为奥德省的一个市镇。自工业革命以来，当地人口数量逐年下降。20世纪初，曾有一条连接方若和布拉姆的地方铁路线，后因汽车兴起而被拆除，原址被开辟为绿道。

## 地理

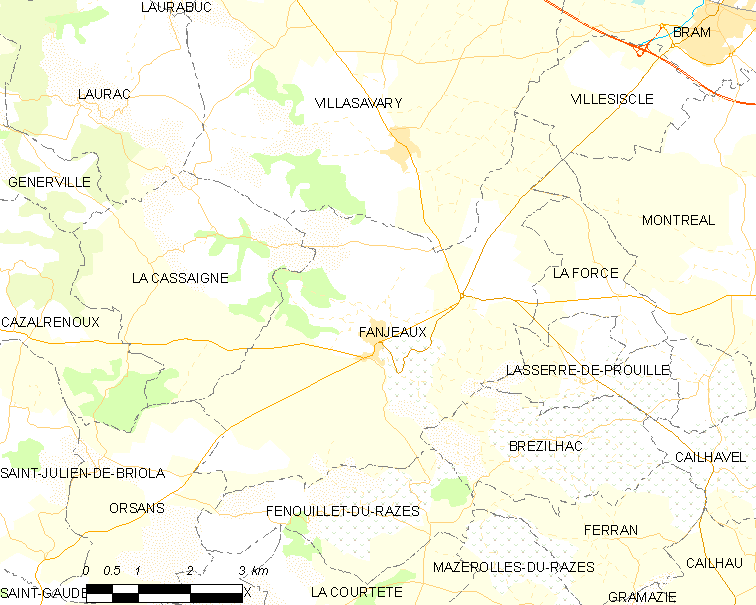
方若市镇范围地图

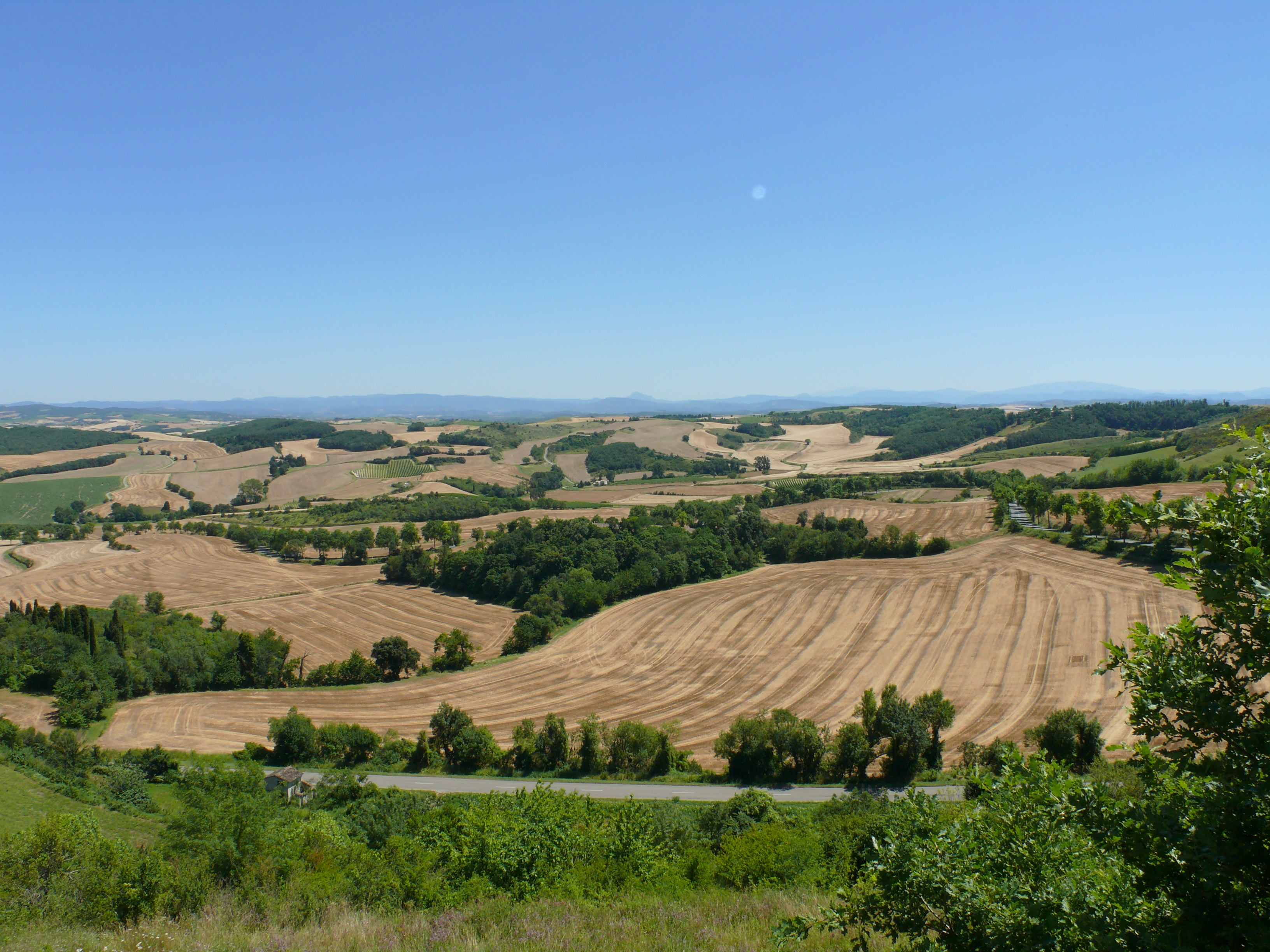
方若附近的自然景观

方若位于法国南部偏西，奥克西塔尼大区中南部和奥德省西部偏北，距离省会卡尔卡松大约28公里。与方若接壤的市镇包括：拉卡赛涅、维拉萨瓦里、维勒西斯克勒、奥尔桑、拉福尔斯、拉塞尔德普鲁耶、弗努耶迪拉泽斯和布雷济亚克。

### 地形
方若位于科比耶尔山西北部延伸地带，皮耶日、拉泽斯和洛拉盖三个区域之间，境内以平原和浅丘为主，市镇中心位于一处地势较高的台塬地带，西侧部分区域起伏明显，东北部的普鲁耶街区（Prouille）地势平坦，全境海拔在155到395米之间。

### 水文
方若位于奥德河与加龙河两大流域的分水岭地带，其中流经市区北部的普勒伊溪（ruisseau de la Preuille）属于奥德河水系；流经市区西南部的布伊索纳德溪（ruisseau de la Bouissonnade）属于加龙河水系。

### 植被
方若属于亚热带硬叶区，部分区域有阔叶林分布，林地多分布于历史城区四周及市区西部的浅丘地带。
在鲜花城市的评比中，方若暂未被评级。

### 气候
方若在柯本气候分类法中属于地中海气候，因地形因素，当地气候又有一定的大陆性特征。

## 行政区划
方若的市镇编号为11136，邮政编号为11270。
在行政管理方面，方若隶属于法国奥克西塔尼大区奥德省卡尔卡松区；在地方选举方面，方若隶属于拉皮耶若拉泽斯县，其市镇范围全境被划入奥德省第三选区；在社会管理方面，方若是皮耶日-洛拉盖-马勒佩尔市镇公共社区的组成部分。
截至2023年10月，方若市镇范围内暂无任何城市敏感街区及城市政策优先街区。
法国国家统计与经济研究所（简称）在进行数据统计时，未将方若划入任何城市核心区（Unité urbaine）、城市区（Aire urbaine）及城市辐射区（Aire d'attraction）。此外，还将方若市镇整体看作一个“块区”（IRIS），以便于统计人口分布情况。

## 交通

### 公路
奥德省省道D4线、D15线、D102线、D119线和D623线在方若境内交汇。奥克西塔尼城际巴士（商业名称为“liO”）405线经过方若，可通往卡尔卡松和米尔普瓦。
2020年，69.9%的方若家庭拥有至少一辆私人汽车。2018年，方若境内共发生各类交通事故1起，造成1人遇难，2人重伤。
| 22 | 10 |

| 卡尔卡松 | 28 |

| 卡斯泰尔诺达里 | 20 |

| 布拉姆 | 10 |

### 铁路
距离方若最近的运营中的客运铁路车站为11公里外的位于布拉姆站，该站停靠往返于图卢兹和卡尔卡松一线的区域列车，部分车次可直通纳博讷、佩皮尼昂及尼姆。

### 航空
距离方若最近的民用航空站为24公里外的卡尔卡松机场。

### 城市公共交通
截至2023年10月，方若暂无城市公共交通系统。

## 政治
方若的现任市长为奥雷利安·帕斯马尔先生（Aurélien PASSEMAR），他是一名无党派人士，在2020年的市政选举中获得了100%的支持率（无其他候选人）。
在2022年的法国总统大选的第二轮选举中，法国极右翼政党国民阵线主席玛丽娜·勒庞在方若获得了51.55%的支持率。

## 人口
2020年，方若市镇人口数量为859，在法国排名第11,169位。其中男性396人，女性463人，75岁及以上人口占13.7%，外籍人口数量为72人，人口密度为34人/平方公里，当地居民被称为（男性）或（女性）。2021年，方若境内出生6人，死亡人口29人。
| 方若1901年－2020年人口变化情况 |
|                                |
| 数据来源：Cassini、INSEE       |

## 经济
截至2023年10月，方若市镇范围内共有各类用人单位（包含自雇）211家，平均历史为12年，均为中小型企业（PME），2023年8月至10月间，当地的经济活力指数为0。（建筑工程）是当地2021年营业额最高的企业，为132,025欧元。

## 财政与居民收入
2021年，方若的财政收入总额为857,880欧元，财政支出总额为683,850欧元，当年的债务总额为743,530欧元。 2021年，方若市镇通过增值税获得103,910欧元的收入，此外当地还共获得了149,110欧元的国家直接财政补助。
2019年，方若的人均月收入总额为1,561欧元，低于法国平均水平（2,303欧元）。
2020年，方若境内的青壮年（15至64岁）失业率为13.2%；2022年，当地28.9%的家庭拥有纳税资格，平均纳税2,945欧元，低于法国平均水平（4,393欧元）。

## 社会事务

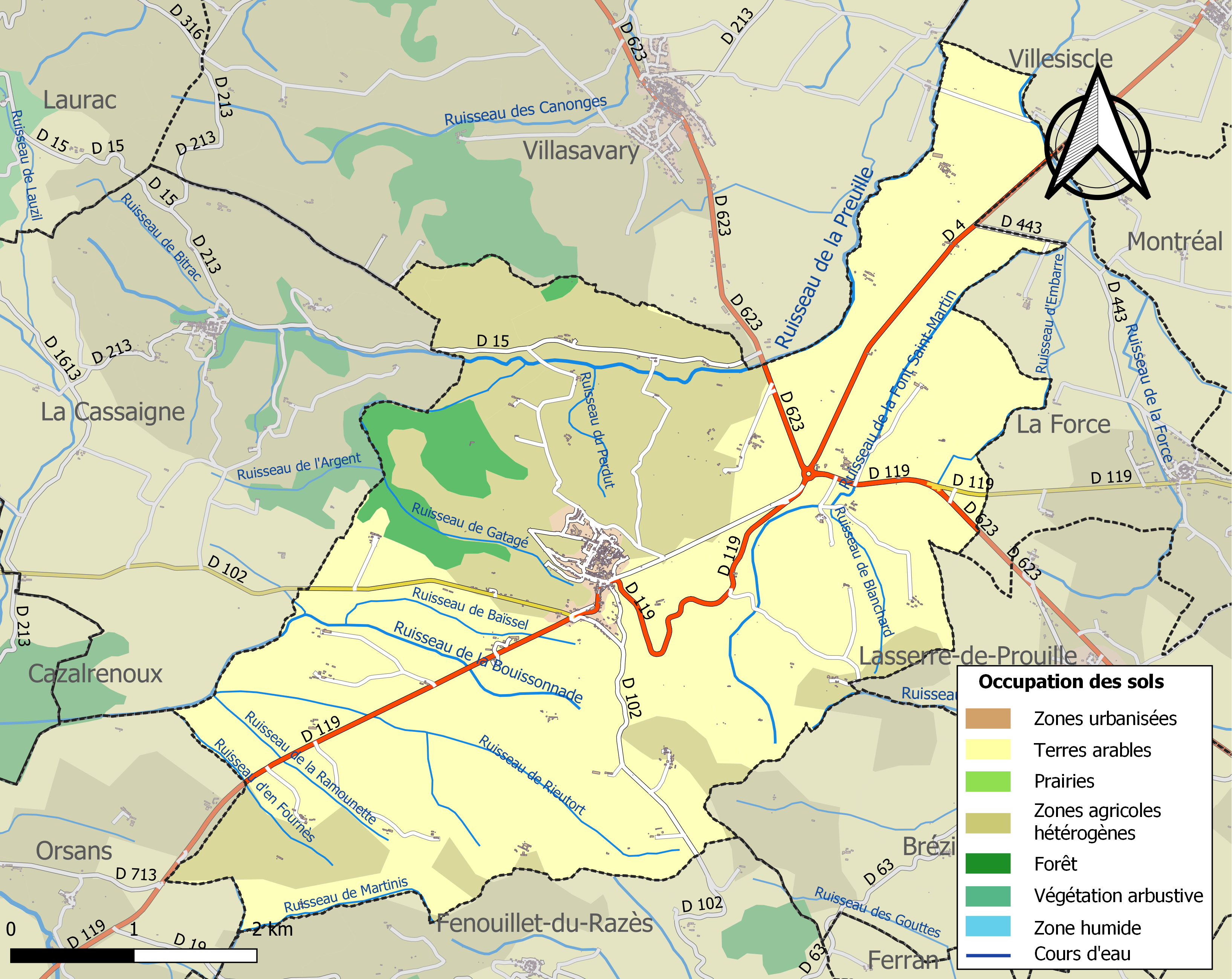
方若土地利用情况地图

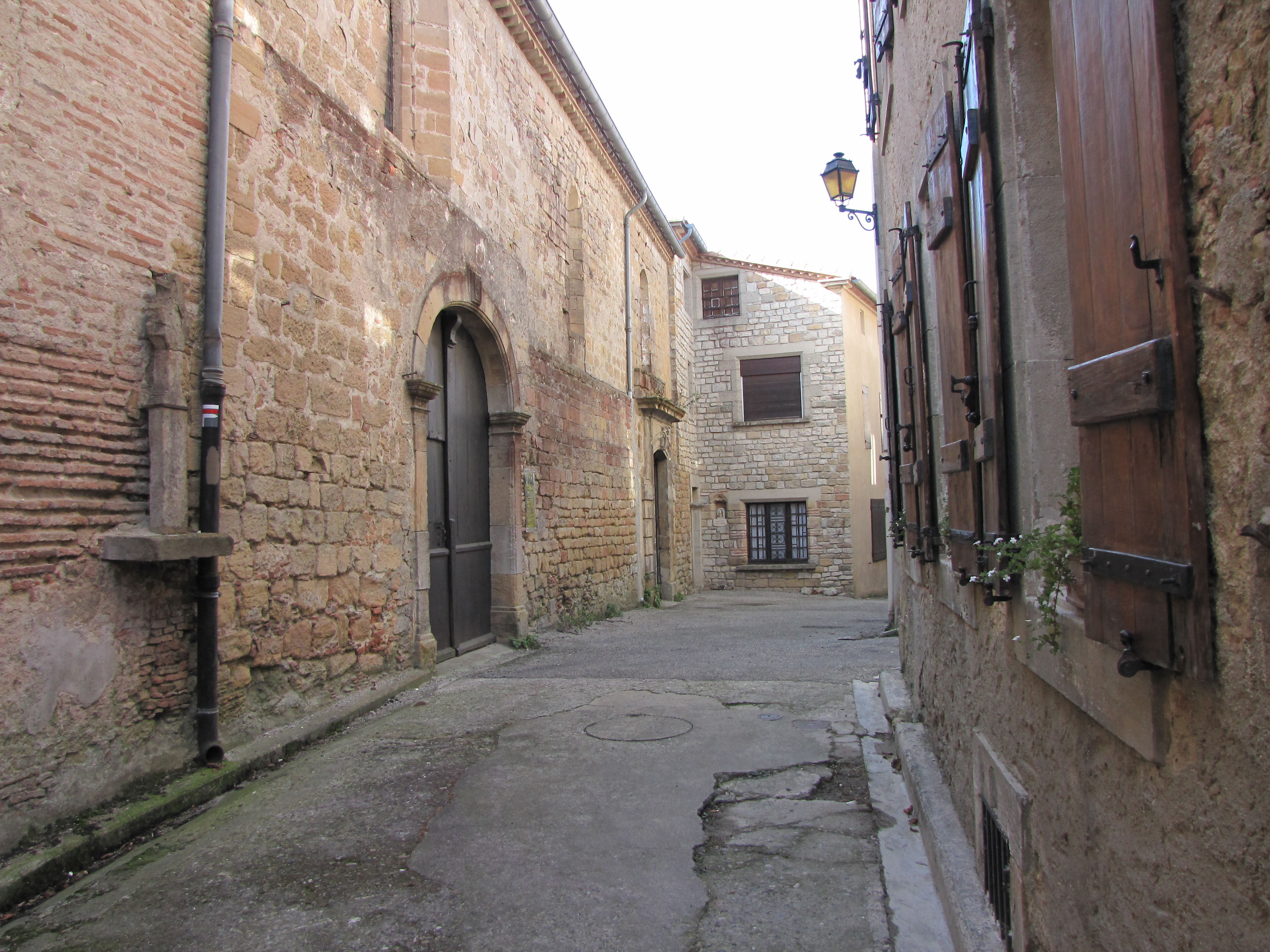
方若老城的一条街道

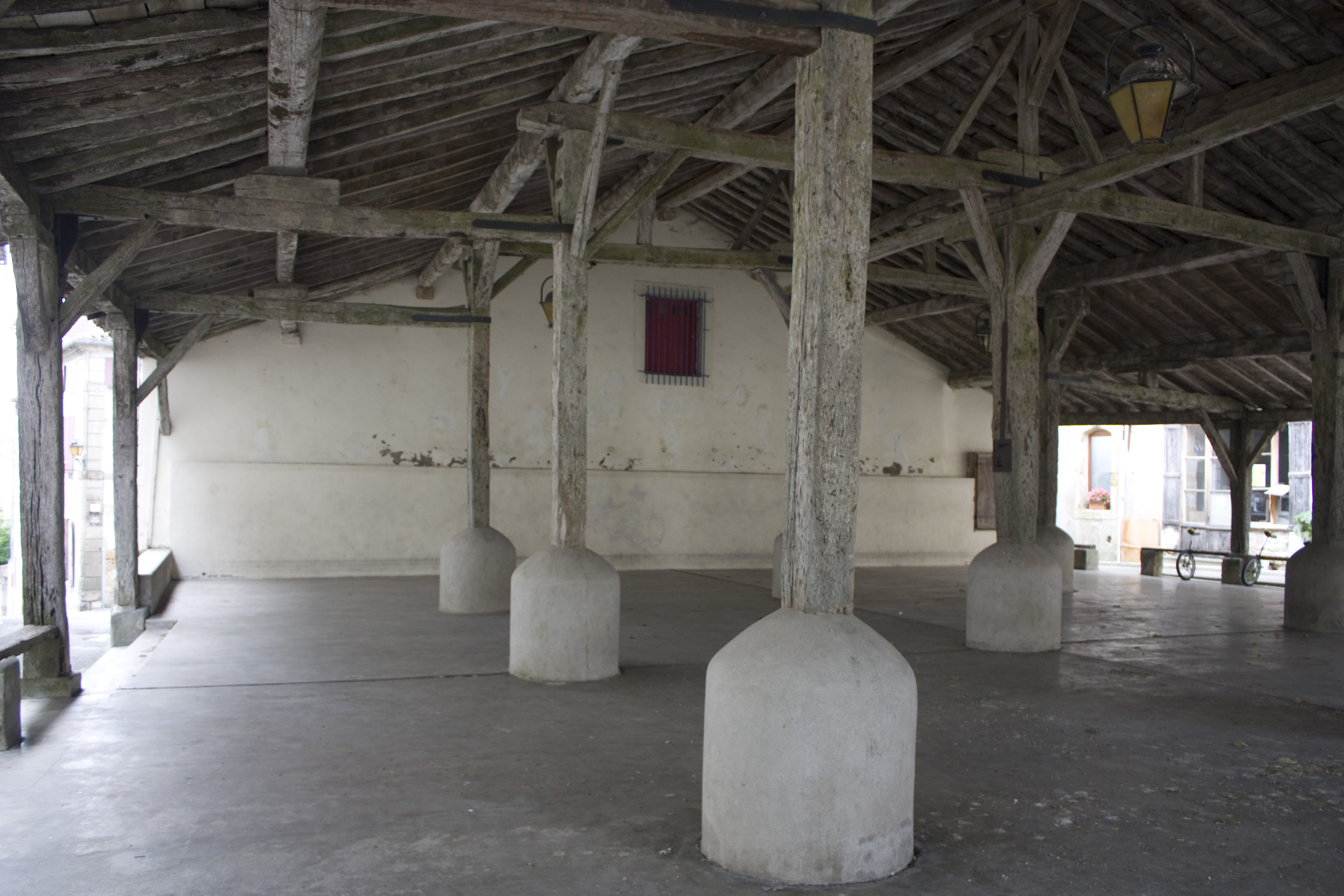
集市大堂

### 教育
方若属于蒙彼利埃学区。截至2021年1月1日，方若境内共有2所小学和1所私立普通高中。

### 医疗
截至2021年1月1日，方若境内共有护士3名和妇科医生1名。境内共有药房1家、养老院2家。
距离方若最近的区域性医疗机构为卡斯泰尔诺达里中心医院（Centre Hospitalier de Castelnaudary，其主病区让-皮埃尔·卡萨贝尔医院（Hôpital de Jean-Pierre Cassabel）位于卡斯泰尔诺达里市区，距离方若市区的正常车程大约18分钟，该院设有床位268个，是当地规模最大的公立综合性医院。

### 住房
2020年，方若境内共有各类住房428套，其中90.7%为独立式居民区，9.1%为集中式居民区。常住房屋占方若市镇范围内居民建筑总量的75.7%。
在住房保障政策方面，2022年，方若境内共有70户家庭获得了住房经济补助，受益人数占总人口数量的9.1%，其中72份为房租补助。

### 商业
2021年，方若境内共有各类实体商铺15家，其中餐厅1家、杂货店1家、面包房1家、美容美发店1家、汽车维修店1家。

### 体育
2021年，方若境内共有1处网球场以及1处足球或橄榄球场。
截至2023年10月，方若拉皮耶日体育之星（Etoile Sportive Fanjeaux La Piège，编号517800）是方若境内唯一的一家注册足球俱乐部，该足球队成立于1959年，其主队2023至2024赛季参加奥德省足球联赛乙组（法国第十级别），其主场为市政球场（Stade Municipal）。

### 环境
方若的环境事务由其所属的皮耶日-洛拉盖-马勒佩尔市镇公共社区联合各级政府协调负责。2021年，方若境内暂无污染企业。

### 治安
方若及其附近的共196个市镇是卡尔卡松国家宪兵队（zone gendarmerie de Carcassonne）的管辖范围。2020年，该宪兵队累计记录各类案件3,001起，其中盗窃类案件1,561起，经济类案件382起，毒品交易类案件143起。

## 文化

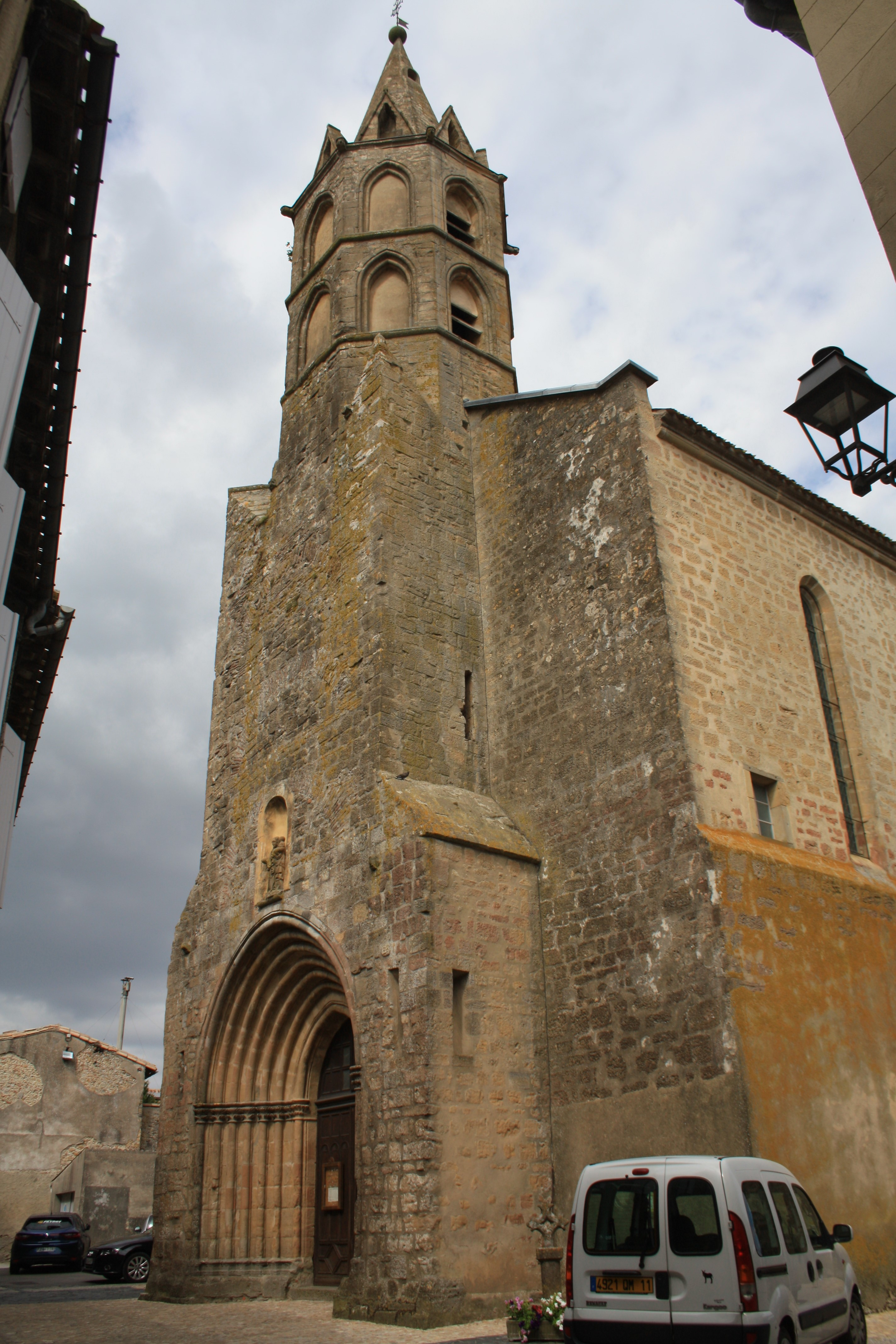
圣母升天教堂

2021年，方若境内暂无任何文化设施。方若境内建有市际图书馆（Bibliothèque Intercommunale de Fanjeaux），每周一、三、六向公众开放。

### 建筑
方若境内有多处历史建筑，其中镇中心的圣母升天教堂等为法国国家文物保护单位，此外普鲁耶修道院亦是当地的地标性建筑物。

### 旅游
方若的旅游事务由其所属的皮耶日-洛拉盖-马勒佩尔市镇公共社区负责。2023年，方若境内有1个露营地，可容纳共25辆露营车。

### 媒体
法国主要的媒体均可在方若接收，法国电视三台下属的奥克西塔尼大区频道在部分时段播出方若所在奥德省的地方新闻。蓝色法兰西奥克西塔尼广播、ViàOccitanie电视台、《南部追寻报》等是当地主要的地方性媒体。

## 友好城市
截至2023年10月，方若暂未建立任何友好城市关系。